# Balduí IV de Jerusalem

El regne de Jerusalem a mitjan.

Balduí IV (Jerusalem, 1161 – 16 de març de 1185), dit el Leprós, fill d'Amalaric I de Jerusalem i de la seva primera dona Agnès de Courtenay, fou Rei de Jerusalem des del 15 de juliol de 1174 fins a la seva mort el 1185.

## Maniobres polítiques
Descendent de la Casa de Château-Landon, Balduí passà la seva infància i joventut a la cort del seu pare a Jerusalem, amb poc contacte amb la seva mare, Agnès de Courtenay, comtessa de Jaffa i Ascaló (posteriorment també senyora de Sidó), de la qual el seu pare s'havia vist obligat a divorciar-se.
Balduí IV fou educat per l'historiador Guillem de Tir (que després seria arquebisbe de Tir i canceller del regne). Fou ell qui descobrí que el nen patia la lepra: Balduí i els seus amics jugaven un dia a punxar-se als braços, però ell no notava les punxades. Ràpidament, Guillem de Tir va reconèixer aquest fet com a símptoma de la lepra.
El seu pare va morir l'any 1174 i Balduí va pujar al tron amb només tretze anys. Durant la minoria d'edat, el regne fou governat per dos regents: primer, tot i que de forma no oficial, per Miles de Plancy, i posteriorment per Raimon III de Trípoli. A més, donada la seva malaltia, no s'esperava que Balduí regnés durant gaires anys ni que tingués un hereu. És per això que cortesans i senyors feudals van buscar com podien influir sobre els hereus de Balduí: la seva germana Sibil·la i la seva germanastra Isabel.
Raimon de Trípoli, com a regent, casà a Sibil·la amb Guillem de Montferrat a la tardor de 1176, i donà al matrimoni els títols de comtes de Jaffa i Ascaló. Guillem va morir però, només un any més tard, deixant embarassada a Sibil·la del futur Balduí V.
Aquell mateix any va arribar com a croat a Terra Santa Felip de Flandes, cosí germà del rei i familiar més proper per la línia paterna. Com a tal, Felip va intentar governar per sobre de l'autoritat del regent, però la Cort de Jerusalem li negà. Felip marxà llavors del regne i s'instal·là al Principat d'Antioquia, al qual recolzà.

## El govern de Balduí
El mateix 1177, Balduí arribà a la majoria d'edat. En aquell moment, el rei comptava amb pocs familiars homes en qui poder delegar. És per això que Agnès guanyà influència, fins a aconseguir que el seu germà, Joscelin III d'Edesa, fos nomenat senescal. D'altra banda, un any abans, el 1176 Reinald havia estat alliberat del seu captiveri a Alep i Balduí el va fer senyor de Kerak, un important castell a la riba del mar Mort.
El mateix 1177, Balduí va permetre a la seva madrastra, la reina vídua, que es casés amb Balian d'Ibelin. Aquest matrimoni era però, una aliança perillosa, atès que la família d'Ibelin, amb el suport de Maria, intentaria casar els seus hereus amb les princeses Sibil·la i Isabel.
D'altra banda, el 1177 Balduí va obtenir una gran victòria contra Saladí, amb Reinald de Chatillon al capdavant de l'exèrcit de Jerusalem. El jove rei va reunir a tots els cavallers del regne (poc més de 350) i es refugià a Ascaló; des d'allà va sorprendre i derrotar els musulmans per la rereguarda. Balduí va aconseguir salvar així el regne amb astúcia i habilitat, i fou rebut triomfalment a Jerusalem. Aquesta batalla, coneguda com a batalla de Montgisard, fou la darrera gran victòria dels croats a Terra Santa.
Dos anys més tard, el 1179, es lliurà la batalla del Gual de Jacob. El rei Balduí i els Cavallers Templaris van iniciar la construcció del castell de Chastellet al Gual de Jacob (la mida projectada era similar a la del Krak dels Cavallers). Aquest era l'indret on la carretera principal entre el Regne de Jerusalem i l'Imperi de Saladí creuava el riu Jordà. El castell es trobava a només un dia de camí de Damasc, la capital de Saladí, i això era un insult a l'autoritat del sultà. És per això que Saladí no podia permetre la seva existència i va decidir atacar el castell abans que fos terminat. Els croats van ser sorpresos indefensos i el castell fou incendiat. Balduí va haver de fer marxa enrere a les seves intencions i Saladí va reforçar la seva posició. Tot i això, la victòria musulmana els sortí cara, en perdre deu comandants i molts soldats a causa de la pesta.
L'estiu de 1180, Balduí IV va casar a la seva germana Sibil·la amb Guiu de Lusignan, germà del condestable Amalaric de Lusignan. Guiu s'havia aliat amb Reinald, el qual aprofitava la seva posició per atacar les caravanes comercials entre Egipte i Damasc. Quan Saladí va decidir donar resposta a aquests atacs, Balduí va nomenar a Guiu regent del regne. L'any 1183 però, Balduí va perdre la confiança en Guiu, i el destituí. Aquest decidí llavors marxar a Ascaló amb la seva dona, la princesa Sibil·la.
Durant el mateix 1183, Balduí evità la caiguda de Kerak, la fortalesa de Reinald de Chatillon. Saladí havia atacat aquest castell, situat a 124 kilòmetres al sud d'Amman, a causa dels continus saqueigs que Reinald feia a les caravanes de mercaders que aprofitaven la pau entre els croats i els sarraïns. El punt culminant però, fou l'atac que Reinald feu al Mar Roig, amb la captura d'Eliat. Amb aquesta ciutat, els croats aconseguiren una base d'operacions molt propera a la ciutat més sagrada de l'Islam, La Meca. Saladí, que no podia tolerar aquest fet, atacà Reinald però amb pocs soldats davant dels reforços de Balduí (que arribà a Kerak amb tot l'exèrcit, comandat per Raimon III de Trípoli), hagué de fugir cap als seus dominis.
Aquesta nova victòria del rei de Jerusalem serví com a veritable demostració de força. Tot i això, la sort dels croats estava lligada a la vida del monarca i a la malaltia que l'afectava.

## Malaltia i mort
Tot i que mai es mostrà contrari a la seva germana, durant els primers mesos de 1184 Balduí va intentar l'anul·lació del matrimoni entre Sibil·la i Guiu. La parella però, es va resistir i el rei va decidir proclamar com a hereu al seu nebot. En aquesta decisió, que deixava fora del tron a Sibil·la, Balduí va rebre el suport d'Agnès, Raimund i molts altres barons. De fet, Raimund seria el tutor del nen.
Els anys i la malaltia però, van fer estralls a les seves condicions físiques. Amb només 20 anys, Balduí tenia el rostre completament desfigurat, era pràcticament cec i tenia braços i cames mutilats. El rei mai es mostrava en públic, sinó que s'ocultava darrere d'una màscara d'argent.
Finalment, Balduí va morir l'any 1185, poc temps després que ho fes la seva mare Agnès. Tot i això, i malgrat la seva malaltia, va poder ocupar el tron força més temps del que es preveia en un principi. El seu successor fou Balduí V, i Raimon III de Trípoli en fou el regent.
Balduí fou molt recordat, no només pels croats francs sinó també pels qui havien estat els seus enemics, els àrabs musulmans. En aquest sentit, l'imam d'Esfahan va arribar a escriure que: "aquell jove leprós va fer respectar la seva autoritat".